# ماري هيليارد هينتون
ماري هيليارد هينتون (7 يونيو 1869 - 6 يناير 1961) هي رسامة ومؤرخة وناشطة اجتماعية وسياسية أمريكية. كانت قائدة في حركة مناهضة حق المرأة في التصويت في ولاية كارولاينا الشمالية وكانت من المدافعين الصريحين عن التفوق الأبيض، إذ شاركت في تأسيس وإدارة فروع ولاية كارولاينا الشمالية لرابطة الدفاع عن حقوق الولايات ورابطة الرفض الجنوبي. كانت هينتون ناشطة بارزة في الأندية الاجتماعية، حيث كانت نشطة في بنات الثورة الأمريكية، بنات الكونفدرالية المتحدة، سيدات المستعمرات الأمريكية، والجمعية الوطنية لسيدات المستعمرات الأمريكية. خدمت في هذه المنظمات محررةً للكتيبات وفنانة ومسجلة ونائبة ولاية لجمعية بنات الثورة الأمريكية في كارولاينا الشمالية.

## سيرتها الشخصية
ولدت ماري هيليارد هينتون في 7 يونيو 1869، في مزرعة ميدواي، مزرعة عائلتها في مقاطعة ويك (التي أصبحت الآن جزءاً من نايتديل). كانت ابنة الرائد ديفيد هينتون، مزارع وضابط كونفدرالي وخريج جامعة نورث كارولاينا، وزوجته ماري بودي كار، شقيقة الحاكم إلياس كار من بريسبرج في تاربورو وابنة عم الصناعي جوليان كار من مزرعة بوبلار هيل في هيلزبورو وفيلا سومرست في دورهام. جدها من جهة الأب، تشارلز لويس هينتون، شغل منصب أمين خزينة ولاية نورث كارولاينا. كانت عائلة والدها تملك أيضاً مزرعات ريفر بلانتيشن، أوكس بلانتيشن، بيفر دام بلانتيشن، كلاي هيل بلانتيشن، سكوير بريك بلانتيشن، وبانثر روك بلانتيشن. كانت من نسل العقيد جون هينتون، الذي خدم في فوج مقاطعة ويك في لواء منطقة هيلزبورو خلال حرب الاستقلال الأمريكية. من جهة والدتها، كانت قريبة لعائلة بودي التي كانت تملك مزرعة روز هيل في مقاطعة ناش.
تعلمت هينتون في مدرسة سانت ماري ومعهد بيس. درست البورتريه تحت إشراف روث هنتنغتون مور، وهي فنانة كانت عضوة في هيئة التدريس في معهد بيس.

## وفاتها
توفيت في ميدواي بلانتيشن في 6 يناير 1961، ودُفنت في مقبرة عائلة هينتون في أوكس بلانتيشن.